# B.C.リッチ・モッキンバード
B.C.リッチ・モッキンバード (B.C. Rich Mockingbird) は、B.C.リッチ社のエレクトリックギター。ベースモデルも存在する。同社のワーロックと並んで、変形ギターとしては有名なモデル。
1974年にデビューしたモデルで、ボディーの“ツノ”が特徴。ボディーは、演奏性を考慮してデザインが2種類あり、ツノの長いロングホーンと、短いショートホーン（代わりにボディ左側が突き出しており、ストラップを掛けた際のバランスが向上）が存在する。基本的には628mm（ミディアム）スケール、2基のハムバッカー・ピックアップが搭載されているが、アーティストモデルなどでは特殊な仕様も存在する。
また、クラシックなモデルとハイエンドモデルではヒールレスタイプのスルーネック構造により、ハイポジションでの使い勝手を容易にしている。
日本ではXのHIDEがフェルナンデスのコピーモデルを使用したことで著名だが、B.C.リッチ製の個体はナチュラルボディを元に更に自らペイントマーカーで黄緑のペイズリー柄を彩色した“アメーバ”と通称されるギター1本のみ。後にフェルナンデスのバーニー・ブランドで彼のシグネチャーモデルとしてリリースされたことで、HIDEのトレードマークのギターとしてのイメージが強く、本家のB.C.リッチをはじめ様々な無名メーカーからもシンプルな操作系にチューンオーマチック ブリッジ等の言わばHIDEモデルのコピーが発売され、ギター業界に多大な影響を与えた。

## 使用している、または使用していた主なアーティスト
- ギタリスト
  - スラッシュ（ガンズ・アンド・ローゼズ）
    - フロイド・ローズを装備したシグネイチャーモデル"Mockingbird SL"は生産を終了したが、スペックやルックスを継承したSTシリーズがラインナップされている。

  - hide (X JAPAN/Hide with Spread Beaver/zilch/サーベルタイガー)
  - リック・デリンジャー
  - 布袋寅泰（10代の頃に使用）
  - ジョー・ペリー（エアロスミス）
  - 藤井麻輝（SOFT BALLET）:2002年に再結成したSOFT BALLETのライヴにて、hideモデルのアクリル製透明モデルを使用。
  - 新藤晴一（ポルノグラフィティ）
  - masato（SuG）
  - JUN（ex:Phantasmagoria～TOSHI with T-EARTH。現spiv states）
  - ジェイク・ピッツ（ブラック・ベイル・ブライズ）
  - チャック・シュルディナー（元デス、元コントロール・ディナイド）:シグネイチャーモデル (B.C.Rich Stealth)が作成されるまで使用
- ベーシスト
  - 恩田快人（JUDY AND MARY）
  - 反町哲之（REACTION）
  - 吉川“BAN”裕規（44MAGNUM）
  - SEELA（D'ERLANGER）
  - 鈴木研一（人間椅子）